# 부초 (1987년 드라마)
《부초》는 1987년 4월 6일부터 1987년 4월 28일까지 방영된 문화방송 월화드라마로, 곡마단 단원들 간의 사랑과 갈등을 중심으로 하여 곡마단이 해체될 때까지의 내용을 그렸다.

## 출연
- 홍요섭 : 하명 역
- 이기선 : 지혜 역
- 오지명 : 윤재 노인 역
- 고두심 : 석이 엄마 역
- 임현식
- 양택조 : 단장 역
- 김청 : 연희 역
- 이영후
- 임문수
- 박상조 : 규오 역
- 박영태
- 송경철
- 강계식
- 김복희
- 김성찬
- 문창근
- 박광남
- 김수정